# Automotrice FC DE M4c.500
L'automotrice DE M4c.500 è un complesso bloccato a 2 casse adatto alla trazione a cremagliera, fabbricato dalla Stadler Rail per Ferrovie della Calabria (FdC), utilizzato sulla ferrovia Cosenza-Catanzaro Lido.

## Storia

### Le prime cinque automotrici
Il DE M4c.500 rappresenta il primo esemplare di convoglio a scartamento ridotto, peraltro a cremagliera, fabbricato dalla svizzera Stadler per il mercato italiano. Ordinato da Ferrovie della Calabria alla fine del 2007, il capostipite DE M4c.501 ha toccato per la prima volta i binari calabresi il 12 dicembre 2009, presso il deposito di Cosenza, dove poco più di un mese dopo ha cominciato le prove, spingendosi fino a Rogliano e San Pietro in Guarano, mettendo alla prova la resistenza del mezzo sulle impervie e tortuose tratte silane. Oltre a ciò, sono stati posizionati alcuni spezzoni di cremagliera all'interno del deposito per effettuare le prime prove di innesto in cremagliera, data l'interruzione tra Rogliano e Gimigliano. Qualche mese dopo, anche l'unità 502 ha fatto il suo ingresso presso le officine di Cosenza, mentre le unità 503, 504 e 505 sono state inviate direttamente a Catanzaro Lido, dove hanno potuto finalmente iniziare le prove sulla cremagliera "vera", tratta dove sono entrati in servizio nel settembre 2011 assieme alla Cosenza-Rogliano. 
Dal 2019 risulta accantonato presso il deposito di Cosenza l'unità 502, per problemi vari.

### Due nuove automotrici
Nell'estate 2020 sono giunte a Catanzaro le unità 506 e 507, entrate in servizio nel giugno 2021. Con l'arrivo di queste due ultime automotrici inizia il servizio ordinario anche sulla linea Catanzaro Città-Soveria Mannelli, fino al 2020 esercita solo con automotrici Fiat M4 e M2.200MV.

## Caratteristiche
Il DE M4c.500 è il secondo mezzo articolato a fare la sua comparsa sullo scartamento ridotto ex Ferrovie Calabro Lucane (FCL), dopo le M4.350 delle Ferrovie Appulo Lucane, il primo in assoluto capace di essere utilizzato in cremagliera.
È composto da due casse, ognuna con motore Caterpillar e generatrice elettrica, collegata a 2 assi motori posti alle estremità, tutti dotati di ruota dentata. Il convoglio è omologato fino alla velocità di 80 km/h e ai 40 km/h in cremagliera, velocità non permessa sulla tratta compresa tra le stazioni di Catanzaro Sala e Catanzaro Pratica, dove il limite, dovuto alle condizioni non proprio eccelse della linea, è di 22 km/h. Dispongono di aggancio automatico oltre che di schermi per la destinazione.
Per la costruzione della zona dedicata ai passeggeri, è stata utilizzata la tecnica del pianale ribassato dato l'utilizzo a servizio dei pendolari che dovranno effettuare.

### Funzionamento in cremagliera
Rispetto alle M4.350c, nel DE M4c.501 la cremagliera è costantemente inserita, tramite un sistema molto simile a quello degli spintori già in utilizzo sulle FCL ed oggi in attesa di riparazione. Differiscono dagli spintori per il leggero gioco che viene dato alla ruota dentata al momento dell'ingresso in cremagliera, annullando di fatto i rischi di accavallamento che hanno spesso minato all'affidabilità degli spintori. Il sistema, dopo diverse prove, sembra funzionare perfettamente.